# Francesc Cambó i Batlle
Francesc Cambó i Batlle (Verges, el Baix Empordà, 2 de setembre de 1876 - Buenos Aires, l'Argentina, 30 d'abril de 1947) fou un empresari i polític català conservador, fundador i líder de la Lliga Regionalista, ferm defensor que el catalanisme intervingués en la política espanyola, fou ministre en diversos governs espanyols. Va ser mecenes de moltes empreses culturals d’impuls i normalització del català, com la Fundació Bernat Metge, la Fundació Bíblica Catalana o l’Editorial Alpha.

## Biografia

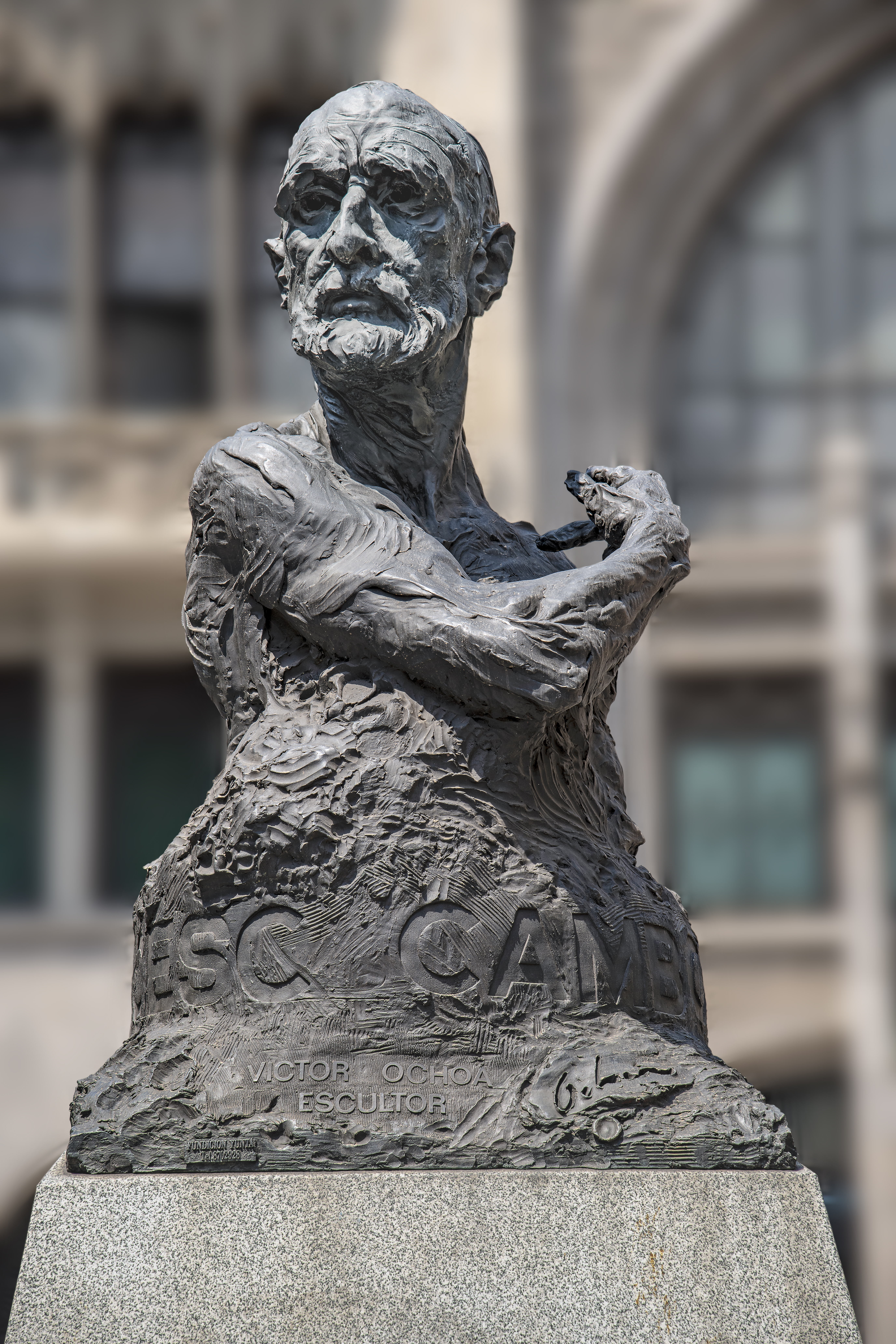
A Francesc Cambó (1997), escultura de Víctor Ochoa, en bronze sobre base de granit. Barcelona: via Laietana, cantonada amb el carrer de Jonqueres.

### Anys de joventut
Francesc d'Assís Cambó fou el tercer fill d'una família de petits propietaris i comerciants, amb orígens a Besalú per part del pare Miquel Cambó de Traver i Verges per part de la mare Josefa Batlle Saguer. Tot i que nasqué a Verges, passà la major part de la infantesa a la casa pairal de Besalú amb l'àvia, fins a l'any 1886, quan començà els estudis de batxillerat a l'institut de Figueres, on va conèixer i forjar amistat amb Pere Rahola.
A final del tercer curs de batxillerat a l'institut de Figueres els pares decidiren enviar-lo a Girona a acabar el batxillerat. El pare volia que fes la carrera de Farmàcia, perquè la feina d'apotecari li deixaria temps per fer d'hereu, que era des que els dos germans més grans havien mort. Però Francesc Cambó el que volia ja llavors era ser polític i la millor carrera per això era la d'advocat. Finalment el pare hi accedí amb la idea que Cambó podria ocupar-se de la notaria de Besalú.
Així doncs, Francesc Cambó va instal·lar-se a Barcelona l'any 1891 per estudiar Filosofia i Lletres, i Dret, carreres que acabà respectivament el 1897 i el 1898. És durant aquest temps d'universitari que apareix per primera vegada el Cambó polític, en fer-se soci l'any 1894 del Centre Escolar Catalanista, associació d'estudiants vinculada a la Lliga de Catalunya.

### Inicis a la política
Francesc Cambó començà una certa activitat política intervenint en les discussions posteriors a les conferències que organitzava el Centre Escolar Catalanista, gràcies a les quals va anar adquirint anomenada. Passant pel càrrec de secretari de la secció de Dret, en el qual demostrà les seves aptituds per l'organització, esdevingué president del Centre l'any 1895. Cal notar que aquest càrrec havia passat abans per Prat de la Riba, Puig i Cadafalch, i Verdaguer i Callís, futurs dirigents de la Lliga Regionalista.
Durant la presidència del Centre Escolar, Cambó comença les relacions amb els dirigents de la Lliga de Catalunya —principalment Àngel Guimerà, Pere Aldavert, Ferran Alsina i Joan Permanyer—, va prendre part en l'organització d'actes i publica articles esporàdicament a La Renaixença, el diari de la Lliga de Catalunya. En definitiva, durant aquests anys Cambó es va anar introduint en el catalanisme, que segons el mateix Cambó explica en les seves Memòries, llavors era poca cosa més que un moviment platònic.
Pels volts de l'any 1897 Cambó entrà d'ajudant al despatx d'advocat de Narcís Verdaguer i Callís, el qual al cap de poc li demanà de col·laborar en el seu setmanari, La Veu de Catalunya. La tasca assignada a Francesc Cambó era fer un seguiment de les activitats del catalanisme i de la resta de moviments regionalistes d'Espanya i d'arreu del món. Amb aquest objectiu inicià el primer de gener de 1898 la secció "Moviments Regionalistes", que duraria tot un any.
L'any 1898 és per a Cambó un any d'evolució del seu catalanisme, passant d'exaltació romàntica a pensament polític. Aquesta evolució és influenciada per llibres polítics que Cambó trobà a la biblioteca de la casa de Verdaguer i Callís i es pot resumir de la manera que Cambó ho feu en les seves Memòries: "(…) era un deure per als qui verament estimàvem Catalunya de predicar als catalans no sols llurs drets sinó també llurs deures i d'ensenyar-los que, per a un poble que ha perdut la llibertat, val més merèixer-la abans que la hi retornin, que no li sigui retornada primer d'haver-la merescuda." 
També l'any 1898 se celebraven eleccions parcials pel districte de Vilafranca del Penedès, i la Lliga de Catalunya i la Unió Catalanista van decidir presentar conjuntament un candidat catalanista per primera vegada. Aquest fet és significatiu en la vida de Cambó perquè amb motiu de les eleccions pronuncià el seu primer discurs polític, durant un acte a Sant Sadurní d’Anoia, el qual tingué gran èxit. Naixia el Cambó orador i augmentava la seva importància dintre del moviment catalanista.
Cap a la fi de 1898, arran de la desfeta d'Espanya en la Guerra de Cuba contra els Estats Units, Enric Prat de la Riba decidí llavors fundar un nou diari catalanista i apartar-se dels vells catalanistes de "La Renaixença" i de la Lliga de Catalunya, als quals considerava uns contemplatius i immobilistes. El nou diari era La Veu de Catalunya, reconvertida en diari després que Narcís Verdaguer i Callís en cedís la capçalera a Prat de la Riba. Cambó fou cridat a treballar en aquest nou diari, i passà a encarregar-se de la secció de política estrangera.
Cambó, Prat de la Riba i Verdaguer i Callís fundaren l'agost de l'any 1899 el Centre Nacional Català, partit catalanista que agrupava els catalanistes del que s'anomenava "el Grup de l'Ateneu", liderats pel llavors president de l'Ateneu, Àngel Guimerà, i els escindits de la Unió Catalanista. El Centre Nacional Català només va durar fins a l'any 1901, quan es va fusionar amb el "Partido Regionalista" per fundar la Lliga Regionalista de cara a les eleccions generals espanyoles de 1901. Francesc Cambó, que va tenir un paper molt important en les negociacions per a la fusió, va formar part des de bon començament del nucli dirigent d'aquest nou partit, el qual tindria un paper molt destacat en la política espanyola de principis del segle xx.
Les primeres eleccions a les quals es presentà la Lliga Regionalista foren les de l'any 1901 a Corts, en les quals es presentà amb la candidatura anomenada "dels quatre presidents", ja que estava formada pels presidents de les entitats més importants del país: l'Ateneu Barcelonès, la Societat Econòmica d'Amics del País o el Foment del Treball. Aquelles eleccions foren les primeres en què es feu respectar el vot i la maquinària dels partits tradicionals no pogué manipular el resultat. En paraules de Joan Mañé i Flaquer: "Fins ara s'havia fet farina sense blat; ara han aparegut a l'escena de la nostra vida pública uns que volen que la farina es faci amb blat". El cert és que la gent de la Lliga Regionalista i Cambó hi tingueren el principal paper, depurant el cens electoral de noms de persones mortes, noms falsos i repetits.
El novembre de l'any 1901 també hi havia eleccions municipals, i la Lliga Regionalista decidí prendre-hi part. Cambó, amb 25 anys, formà part de la candidatura i obtingué l'acta de regidor pel districte VI de Barcelona, juntament amb Josep Puig i Cadafalch.

### Política durant la Restauració

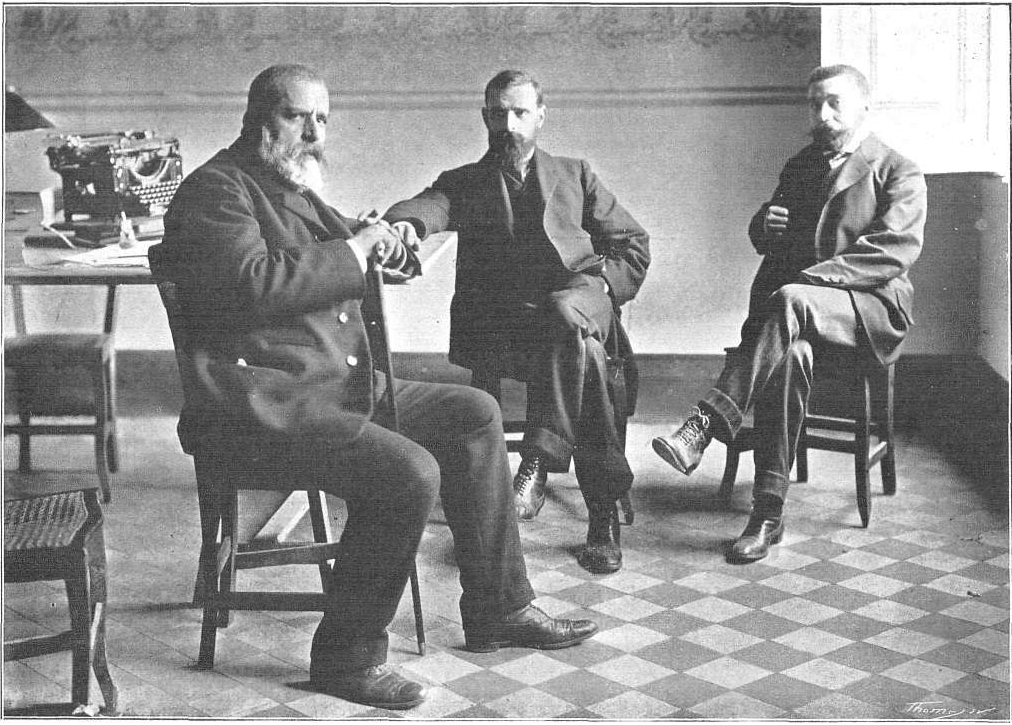
Comissió executiva de la junta de Solidaritat Catalana: Josep Roca i Roca, Francesc Cambó i Miquel Junyent, foto Mas. La Ilustració Catalana, Barcelona, 20 de maig de 1906, any IV, núm. 155. La fotografia va servir també de portada al fullet Solidaritat Catalana (Recort de les festas del homenatge), Barcelona 20 de maig de 1906.

El 1907 va ser víctima d'un atemptat lerrouxista a la cantonada del carrer Béjar amb el de la Creu Coberta de Barcelona, quan anava en un faetó de dos cavalls cap a un míting de Solidaritat Catalana al Casino de Sants per les eleccions generals espanyoles de 1907. El cotxe va acabar amb una trentena d'impactes de bala, una de les quals va travessar el lateral i es va allotjar al ventre de Cambó. Ningú més va resultar ferit. El van intentar curar en una farmàcia propera i posteriorment fou traslladat a la Clínica Fargas en una llitera amb rodes. Pocs dies després, Cambó va ser elegit diputat per Barcelona, però va tardar sis mesos en poder seure al seu escó, a causa del procés de recuperació. El 1910 no repetiria com a diputat però el 1912 va substituir Lluís Ferrer-Vidal i Soler com a diputat al Districte electoral de Castellterçol, per on va ser elegit el 1914 i el 1916. A les eleccions de 1918 va ser elegit per Castellterçol i Barcelona, i per sorteig va ser-ho per Barcelona, per on repetí a les eleccions de 1919, 1920, i 1923.
Fou comissari de la projectada Exposició d'Indústries Elèctriques del 1917, que finalment acabà sent l'Exposició Internacional de 1929, i com a tal l'any 1915 va contractar Jean Claude Nicolas Forestier per enjardinar i arranjar part de la muntanya de Montjuïc. El 1918 va presidir la Companyia Alemanya Transatlàntica d'Electricitat (CATE), la principal companyia elèctrica de Llatinoamèrica i la inversió alemanya més important a l'estranger, que a conseqüència del Tractat de Versalles es va vendre de manera fictícia a un consorci de bancs i empresaris espanyols impulsat per Sofina per evitar-ne la confiscació. La companyia es va convertir en la Compañía Hispano-Americana de Electricidad (CHADE), que va cometre tot tipus de delictes i amb la qual Cambó va rebre sucoses comissions i dividends.
Després de la mort d'Enric Prat de la Riba el 1917, Cambó va esdevenir el principal líder de la Lliga Regionalista, i acabada la primera guerra mundial, els autonomistes van proposar un referèndum a Catalunya per aprovar el Projecte d'Estatut d'Autonomia de Catalunya de 1919 per resoldre el denominat problema català. Però Cambó va ser esbroncat pels parlamentaris espanyols durant la seva defensa de la proposta catalana; va posicionar-se en contra del text del govern; a començament de febrer, davant la frontal oposició de Madrid, Cambó va creure que els partits catalans havien de plantejar un ampli moviment de desobediència civil per fer reconsiderar la postura estatal. L'efervescència catalanista havia coincidit amb la radicalització del sindicalisme i la continuada inestabilitat social que es manifestava en esdeveniments com la vaga de la Canadenca, portarien al tancament de la sessió de corts el 27 de febrer, fan que la burgesia s'espanti i armi la milícia civil del sometent, i el mateix Cambó patrulla armat pel carrer, i finalment, incapaç de destituir al capità general Joaquim Milans del Bosch després de la seva dura repressió, va caure el govern de Romanones l'abril de 1919 i la Lliga va abandonar les propostes d'estatuts i referèndums.
Cambó va arribar a ser ministre en dos governs espanyols de concentració, conservadors liberals i la lliga, liderats pel mallorquí Antoni Maura com a president del govern: entre el 22 de març i el 9 de novembre de 1918 va ser ministre de Foment, i preveient un ambiciós pla d'obres públiques, va visitar les zones mineres, i va proposar la nacionalització dels grans serveis públics, entre ells la xarxa ferroviària espanyola, a causa de la crisi que vivia el sector. Entre els membres del govern van aflorar desavinences polítiques sobre quina posició prendre amb Alemanya, que havia torpedinat vaixells mercants espanyols que comerciaven amb els aliats, havia destruït un 20% del total de la flota i havia provocat un total de 100 morts. Al cap de vuit mesos el govern va caure en no poder aprovar els pressupostos i la desil·lusió va tornar a inundar el país. Les seves vivències encapçalant el ministeri les va explicar en el seu llibre Ocho meses en el Ministerio de Fomento.
Entre agost de 1921 i març de 1922 fou ministre d'Hisenda amb Antoni Maura, que va accedir al poder després que caigués el govern pel desastre d'Annual i va pactar amb l'oligarquia tradicional un compromís històric forjant un govern tècnic amb forces minoritàries, segellant l'aliança definitiva de la burguesia catalana amb els interessos bàsics del poder central, Va aconseguir evitar la fallida de l'estat després del pànic financer que va provocar la suspensió de pagaments del Banc de Barcelona el 27 de desembre de 1920 impulsant la Ley de Ordenación Bancaria i amb una política adient de prèstecs estatals. el gabinet es va caracteritzar per constituir un intent de reformisme conservador però les propostes no van prosperar pel rebuig del congrés dels diputats, en el que els grups no van respectar la disciplina de vot que els va dur al poder, i el govern va caure el 8 de març de 1922. La participació al govern sense contrapartides al catalanisme i la seva dretanització va provocar l'escissió d'Acció Catalana de la Lliga en 1922.
Alfons XIII el va proposar com a cap de govern en novembre de 1922 en substitució de José Sánchez Guerra si renunciava al catalanisme però va rebutjar l'oferiment.

### Dictadura de Primo de Rivera
Durant el Cop d'estat de Primo de Rivera el setembre de 1923 com a reacció a l'impuls del sindicalisme dels treballadors catalans de la CNT Cambó es trobava de creuer a les illes gregues amb el seu iot Catalonia. A diferència d'altres polítics catalans considerava que s'havia de fer el buit a la dictadura i no participar en conspiracions per derrocar-la. La col·laboració de Cambó amb la dictadura que, a més dels treballadors, perseguí tot rastre de catalanitat, seria un dur cop a la seva popularitat i inici de la decadència del domini de la dretana Lliga en el catalanisme.
Cambó es va preparar des de 1926 per presidir el govern quan el rei es desfés del dictador, considerant que la dictadura només havia estat un parèntesi en la democràcia, i a partir d'una solució de concòrdia que fugís de l'assimilacionisme centralista castellà, i dels independentiemes, creant unes noves elits formades per intel·lectuals europeistes i reformistes, oferint als opositors la possibilitat de refremar el sistema salvant la monarquia, però quan Primo de Rivera va dimitir i es va exiliar, Cambó tenia un càncer de laringe i va haver d'anar a Londres per tractar-se, i no va poder tenir presència pública. Entre altres mitjans, va demanar a Josep Pla que hi fes una biografia, que va redactar entre 1928 i 1930 en tres volums entre una important polèmica.
En març de 1931 va fundar el Centro Constitucional amb alguns mauristes i membres de les dretes regionals com Joan Ventosa, Gabriel Maura, Antonio Goicoechea i el marquès de Figueroa però l'opinió majoritària de la ciutadania era considerar la monarquía com el gran obstacle per a la democràcia i l'autonomia catalana, i va treure uns resultats molt pobres enfront als republicans en les eleccions municipals espanyoles de 1931, i va optar per marxar a l'exili a París amb els homes de la dictadura.

### Segona República
El 14 d'abril de 1931, quan Francesc Macià proclamà la República Catalana, als carrers de Barcelona es cridava "Mori Cambó! Visca Macià!" El ressentiment de Cambó contra l'esquerra catalana marcaria la seva vida política.
No va aconseguir l'acta de diputat en les eleccions generals espanyoles del 1931, les primeres convocades dins el nou règim de la Segona República Espanyola tampoc a les eleccions municipals del 12 d'abril del mateix any; aquest fet va accelerar la seva marxa a l'estranger. Va entrar un altre cop al parlament el 1933, però no el 1936. Cambó es presentà amb la llista de la CEDA, la dreta espanyola més anticatalana, al costat de figures com José María Gil Robles, llista que fou derrotada, sobretot a Catalunya. El cop d'estat contra el govern d'esquerres escollit a les urnes que va donar inici a la Guerra Civil espanyola el va agafar a l'estranger.

### Activitat durant la Guerra civil espanyola
El 19 de juliol la FAI va ocupar el seu domicili de Barcelona, que es va convertir en la seva seu i els companys de la Lliga foren represaliats.
Va contribuir activament a la propaganda i a l'acció exterior dels sublevats, en tant que per iniciativa seva, al novembre de 1936 es va constituir a París una oficina de Premsa i Propaganda, amb l'objectiu de produir contrapropaganda republicana i donar suport a la causa de Franco. Cambó va situar al mallorquí Joan Estelrich al front de la mateixa, que a més exerciria de director de l'editorial i la revista profranquista Occident, que finançà. Va promoure un manifest de suport a l'alçament feixista del mon regionalista, i va ajudar molts a fugir de la zona republicana. Ferotge anti-comunista, estava convençut del risc que s'establís una República pro-soviètica si guanyaven la guerra els republicans lleials, però acabada la guerra sentia vergonya per haver donat el seu suport als revoltats, que havien resultat ser agressivament anticatalans, amb un sectarisme ideològic en constant creixement al llarg de la guerra.

### Postguerra
Durant la guerra civil espanyola, va residir a Itàlia i Suïssa, i a principis d'agost de 1940, esclatada la segona Guerra Mundial, va marxar als Estats Units amb la família, i finalment l'Argentina on hi arriba el març de 1941 i on va morir el 1947. Segons explica Raül Garrigasait a Els fundadors, “Mort Cambó, se li va celebrar un funeral a l’església de Pompeia de l'avinguda Diagonal. Hi va assistir una gentada, tota la plana major de l’antiga Lliga. Va ser un acte de política fúnebre com n'hi ha hagut tants a Catalunya, un ritual que posava fi a una època. Trenta anys més tard, després de la mort de Franco, el cos de Cambó va rebre sepultura definitiva al cementiri de Montjuïc, en una tomba on es va inscriure la frase que havia presidit sempre el seu pensament i la seva acció: «Passarà tot i el fet viu de Catalunya persistirà.»” Va ser enterrat a Buenos Aires i les seves despulles varen retornar a Catalunya el 1976, i va ser enterrat l'1 de juliol al cementiri de Montjuïc.

## Obra cultural
Cambó també va fer de mecenes de nombroses activitats artístiques i culturals. Destaca la creació, el 1922, de la Fundació Bernat Metge, que ha anat traduint al català des de fa dècades, la gran majoria de textos clàssics grecs i llatins; i la Fundació Bíblica Catalana, que va traduir la Bíblia completa al català, a partir dels textos originals. Crea també la Fundació Cambó de la Sorbona de París. El seu mecenatge el va portar a finançar obres com la Història de Catalunya (1934-35) de Ferran Soldevila, i el Diccionari General de la Llengua Catalana (1932) de Pompeu Fabra. Sovint se'l considera la versió catalana de grans filantrops com John Davison Rockefeller, els Rothschild o Krees.
En morir, gran part de la seva col·lecció de pintura la va deixar a la ciutat de Barcelona, actualment al Museu Nacional d'Art de Catalunya; la finalitat amb la qual va crear la col·lecció fou ajudar a completar les col·leccions públiques catalanes; una cinquantena d'obres amb una important presència d'autors italians —Botticelli, Lippi, Correggio, del Piombo, Tiepolo—, la majoria procedents de la col·lecció de Joseph Spiridion, subhastada a Berlín el 1929. Altres peces de la col·lecció són al Museu del Prado de Madrid.
Des del 1999 l'Institut Cambó garanteix la continuïtat de la tasca de mecenatge cultural empresa per Francesc Cambó.

### Llegat Cambó
El llegat Cambó és un conjunt de pintura amb identitat pròpia que abraça la història de la pintura europea des del segle xiv fins a l'inici del segle xix. El de Francesc Cambó és un exemple de col·leccionisme programat que reflecteix alguna cosa més que el gust i la satisfacció personals, car té la voluntat d'agrupar obres dels grans mestres per completar les sèries medievals del MNAC.
Són obres que marquen el pas del gòtic al Renaixement, que parlen de la perfecció de l'art de les diverses escoles del Quattrocento italià, de la sensualitat de la pintura dels grans mestres venecians del Cinquecento, de la sàtira moralitzadora deutora de la Reforma, de l'auge econòmic dels Països Baixos al segle xvii i de la grandesa del Segle d'Or espanyol, i que arriben a la plenitud del rococó, tant venecià com francès, per cloure el discurs artístic amb el geni renovador de Francisco de Goya.

## Obra escrita

### Articles
Francesc Cambó acompanyà sempre la seva activitat política amb una intensa activitat de propaganda amb articles a la premsa, amb llibres i amb conferències. Essent Cambó jove, encara no acabada la carrera i de poc temps nomenat president del Centre Escolar Catalanista, escriví els seus primers articles per La Renaixensa i La Veu de Catalunya. El primer article que publicà és El Comte Tallaferro, publicat a La Renaixensa el 23 d'abril de 1896.
El gener de 1898, ja llicenciat en dret, Cambó entrà com a periodista a La Veu de Catalunya, que era llavors un setmanari dirigit per Narcís Verdaguer i Callís. Primer és encarregat d'explicar els altres moviments regionalistes d'arreu del món, amb articles setmanals. A partir de la reconversió de La Veu en diari el gener de 1899 i amb Enric Prat de la Riba com a director, s'encarrega de la secció de política estrangera. Escriurà al diari fins al novembre de 1901, quan és elegit regidor de l'Ajuntament de Barcelona. Aquests anys de Cambó a La Veu coincideixen amb els inicis del catalanisme polític, la popularització de les idees catalanistes i la fundació de la Lliga Regionalista.
A partir de la seva entrada a l'Ajuntament de Barcelona Francesc Cambó començà una activitat política intensa, que durarà fins a la derrota electoral de les eleccions de febrer de 1936 a les Corts espanyoles i el posterior esclat de la Guerra Civil el juliol de 1936. En tot aquest període, en què és regidor, diputat a Corts, líder de la Lliga Regionalista i ministre, Cambó acostuma a escriure a la premsa, però com a polític i esporàdicament. Tots els articles de Francesc Cambó estan recollits en el volum 7è de la seva Obra Completa, amb el títol Articles.

### Llibres

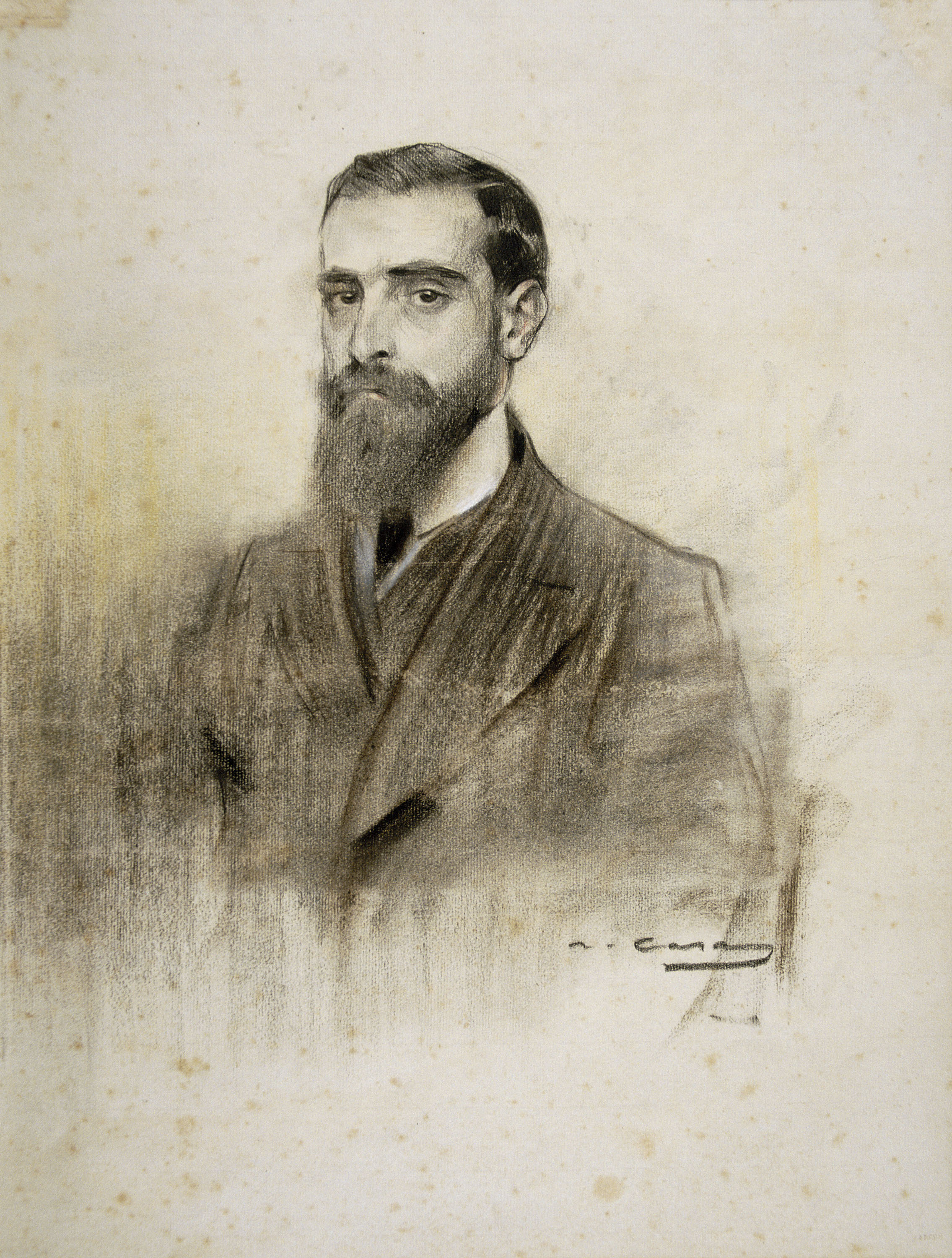
Cambó vist per Ramon Casas (vers el 1906). Carbonet i pastel sobre paper. Barcelona: Museu Nacional d'Art de Catalunya.

Durant la seva vida, Francesc Cambó va publicar diversos llibres de temes polítics o econòmics, relacionats amb l'actualitat política del moment. La major part dels llibres estan recollits en el volum 4t de la seva Obra Completa, sota el títol Llibres. Per ordre de publicació són els següents:
- Actuació regionalista (1915)
- El pesimismo español (1917)
- Vuit mesos al ministeri de Foment (1919)
- Visions d'Orient (1924)
- La crise économique anglaise (1924)
- Entorn del feixisme italià (1924)
- La valoració de la pesseta (1929)
- Les dictadures (1929)
- Per la concòrdia (1929)
- España, Cataluña y la Nueva Constitución (1929)

### Meditacions i memòries
A partir de la seva sortida d'Espanya i de l'esclat de la Guerra Civil Francesc Cambó començà a escriure un dietari, que cobrí els anys de 1936 a 1946. La major part de les notes que escriví es recullen sota el nom de Meditacions. Dietari (1936-1940) i Meditacions. Dietari (1941-1946) en els volums 2n i 3r de la seva Obra Completa.
Francesc Cambó va dictar durant l'últim any de la seva vida les seves memòries polítiques, recollides en el llibre Memòries (1876-1936), el primer volum de la seva obra completa.

### Obra completa
L'obra escrita de Francesc Cambó està recollida gairebé completament en la seva Obra Completa (o Els vuit volums de les obres de Francesc Cambó) publicada per l'Editorial Alpha, editorial que publica la col·lecció de la Fundació Bernat Metge, avui en dia integrada en l'Institut Cambó. Els 8 volums que formen part d'aquesta col·lecció són els següents:
- Volum 1 – Memòries (1876-1936)
- Volum 2 – Meditacions. Dietari (1936-1940)
- Volum 3 – Meditacions. Dietari (1941-1946)
- Volum 4 – Llibres
- Volum 5 – Discursos parlamentaris (1907-1935)
- Volum 6 – Política econòmica
- Volum 7 – Articles
- Volum 8 – Discursos i conferències